# Algeriet vid världsmästerskapen i friidrott 2009
Algeriet deltog vid Världsmästerskapen i friidrott 2009 i Berlin.

## Deltagare

### Herrar
| Gren       | Namn                                                          |
| 800 meter  | Nadjim Manseur                                                |
| 1500 meter | Tarek Boukensa Taoufik Makhloufi Imad Touil Antar Zerguelaine |
| Tiokamp    | Larbi Bouraada                                                |